# Gunnar Gällmo
Stig Gunnar Gällmo, född 21 april 1946 i Västervik, död den 8 december 2023, var en svensk författare och översättare. Som översättare ägnade sig Gällmo huvudsakligen åt att översätta science fiction-författare som Edwin Charles Tubb, Arthur C. Clarke, C. S. Lewis och Isaac Asimov.
Han var även aktiv i esperantorörelsen och ordförande i Svenska arbetaresperantoförbundet.